# Kwak jezik
Kwak jezik (ISO 639-3: kwq; isto i Bùkwák), nigersko-kongoanski jezik kojim govori nepoznat broj ljudi u nigerijskoj državi Taraba u području lokalne samouprave Sardauna; selo Antere nedaleko kamerunske granice.
Unutar skupine bantoid ostao je neklasificiran; možda je isti kao yamba [yam] koji se govori poglavito u Kamerunu, a te manjim duijelom u Tarabi, u selu Antere i još nekim pograničnim selima.

## Vanjske poveznice
- Ethnologue (14th)
- Ethnologue (15th)
- The Kwak Language